# Kingstown (ort i Australien)
Kingstown är en ort i Australien. Den ligger i kommunen Uralla och delstaten New South Wales, i den sydöstra delen av landet, omkring 370 kilometer norr om delstatshuvudstaden Sydney.
Runt Kingstown är det mycket glesbefolkat, med 2 invånare per kvadratkilometer..
I omgivningarna runt Kingstown växer huvudsakligen savannskog. Genomsnittlig årsnederbörd är 952 millimeter. Den regnigaste månaden är februari, med i genomsnitt 145 mm nederbörd, och den torraste är maj, med 31 mm nederbörd.